# تشسكا
تشسكا هي مدينة في مقاطعة كارفر ، في ولاية مينيسوتا ، في الولايات المتحدة الأمريكية. ويبلغ عدد سكانها 17449 اعتبارا من تعداد عام 2000. ومقر المقاطعة هو مقاطعة كارفر. يبلغ مجموع مساحة تشسكا 14.3 ميل مربع (37.1 كيلومتر مربع) ، منها 13.7 ميل مربع (35.6 كيلومتر مربع) يابسة و 0.6 ميل مربع (1.6 كيلومتر مربع) منها ماء.

## التركيبة السكانية
حدّد مكتب تعداد الولايات المتحدة بيانات التركيبة السكانية لتشسكا في تعداد الولايات المتحدة. في ما يلي، التركيبة السكانية حسب تعدادي 2000 و2010.

### تعداد عام 2000
بلغ عدد سكان تشسكا 17,449 نسمة بحسب تعداد عام 2000، وبلغ عدد الأسر 6,104 أسرة وعدد العائلات 4,486 عائلة مقيمة في المدينة. في حين سجلت الكثافة السكانية 377.4 نسمة لكل كيلومتر مربع (977.5/ميل2). وبلغ عدد الوحدات السكنية 6,235 وحدة بمتوسط كثافة قدره 134.8 لكل كيلومتر مربع (349.1/ميل2).
وتوزع التركيب العرقي للمدينة بنسبة 93.71% من البيض و1.02% من الأمريكيين الأفارقة و0.28% من الأمريكيين الأصليين و1.67% من الأمريكيين ذوي الأصول الآسيوية و0.01% من سكان جزر المحيط الهادئ و2.18% من الأعراق الأخرى و1.13% من عرقين مختلطين أو أكثر و5.81% من الهسبانيون أو اللاتينيون من أي عرق.
بلغ عدد الأسر 6,104 أسرة كانت نسبة 48.9% منها لديها أطفال تحت سن الثامنة عشر تعيش معهم، وبلغت نسبة الأزواج القاطنين مع بعضهم البعض 59.1% من أصل المجموع الكلي للأسر، ونسبة 10.4% من الأسر كان لديها معيلات من الإناث دون وجود شريك، بينما كانت نسبة 4% من الأسر لديها معيلون من الذكور دون وجود شريكة وكانت نسبة 26.5% من غير العائلات. تألفت نسبة 20.8% من أصل جميع الأسر من عدة أفراد يعيشون في نفس المنزل ونسبة 5.9% كانت تتألف من شخص يعيش بمفرده يبلغ من العمر 65 عاماً أو أكثر. وبلغ متوسط حجم الأسرة المعيشية 2.82، أما متوسط حجم العائلات فبلغ 3.31.
بلغ العمر الوسطي للسكان 32.2 عاماً. وكانت نسبة 32.5% من القاطنين تحت سن الثامنة عشر، وكانت نسبة 7.5% بين الثامنة عشر والرابعة والعشرين عاماً، ونسبة 36.6% كانت واقعةً في الفئة العمرية ما بين الخامسة والعشرين والرابعة والأربعين عاماً، ونسبة 17% كانت ما بين الخامسة والأربعين والرابعة والستين، ونسبة 5.2% كانت ضمن فئة الخامسة والستين عاماً فما فوق. يوجد لكل 100 أنثى 99.8 ذكر، ويوجد لكل 100 أنثى في الثامنة عشر من عمرها فما فوق 96.5 ذكر.
بلغ متوسط دخل الأسرة في المدينة 60,325 دولارًا، أما متوسط دخل العائلة فبلغ 69,612 دولارًا. وكان متوسط دخل الذكور 45,401 دولارًا مقابل 32,312 دولارًا للإناث. وسجل دخل الفرد الخاص بالمدينة 25,368 دولارًا. وكانت نسبة 3.4% من العائلات ونسبة 4.7% من السكان تحت خط الفقر، وكان من هؤلاء نسبة 6.3% تحت سن الثامنة عشر ونسبة 6.4% في الخامسة والستين من العمر وما فوق.

### تعداد عام 2010
بلغ عدد سكان تشسكا 23,770 نسمة بحسب تعداد عام 2010، وبلغ عدد الأسر 8,816 أسرة وعدد العائلات 6,188 عائلة مقيمة في المدينة. في حين سجلت الكثافة السكانية 514.1 نسمة لكل كيلومتر مربع (1,331.5/ميل2). وبلغ عدد الوحدات السكنية 9,290 وحدة بمتوسط كثافة قدره 200.9 لكل كيلومتر مربع (520.3/ميل2).
وتوزع التركيب العرقي للمدينة بنسبة 88.06% من البيض و2.48% من الأمريكيين الأفارقة و0.41% من الأمريكيين الأصليين و3.66% من الأمريكيين ذوي الأصول الآسيوية و0.03% من سكان جزر المحيط الهادئ و3.40% من الأعراق الأخرى و1.96% من عرقين مختلطين أو أكثر و8.54% من الهسبانيون أو اللاتينيون من أي عرق.
بلغ عدد الأسر 8,816 أسرة كانت نسبة 41.9% منها لديها أطفال تحت سن الثامنة عشر تعيش معهم، وبلغت نسبة الأزواج القاطنين مع بعضهم البعض 54.6% من أصل المجموع الكلي للأسر، ونسبة 11.1% من الأسر كان لديها معيلات من الإناث دون وجود شريك، بينما كانت نسبة 4.5% من الأسر لديها معيلون من الذكور دون وجود شريكة وكانت نسبة 29.8% من غير العائلات. تألفت نسبة 23.9% من أصل جميع الأسر من عدة أفراد يعيشون في نفس المنزل ونسبة 6% كانت تتألف من شخص يعيش بمفرده يبلغ من العمر 65 عاماً أو أكثر. وبلغ متوسط حجم الأسرة المعيشية 2.68، أما متوسط حجم العائلات فبلغ 3.22.
بلغ العمر الوسطي للسكان 33.8 عاماً. وكانت نسبة 30% من القاطنين تحت سن الثامنة عشر، وكانت نسبة 6.9% بين الثامنة عشر والرابعة والعشرين عاماً، ونسبة 30.8% كانت واقعةً في الفئة العمرية ما بين الخامسة والعشرين والرابعة والأربعين عاماً، ونسبة 25.7% كانت ما بين الخامسة والأربعين والرابعة والستين، ونسبة 6.6% كانت ضمن فئة الخامسة والستين عاماً فما فوق. وتوزع التركيب الجنسي للسكان بنسبة 49.8% ذكور و50.2% إناث.

## المناخ
يظهر الجدول التالي التغييرات المناخية على مدار السنة لتشسكا:
| البيانات المناخية لـتشسكا         | البيانات المناخية لـتشسكا | البيانات المناخية لـتشسكا | البيانات المناخية لـتشسكا | البيانات المناخية لـتشسكا | البيانات المناخية لـتشسكا | البيانات المناخية لـتشسكا | البيانات المناخية لـتشسكا | البيانات المناخية لـتشسكا | البيانات المناخية لـتشسكا | البيانات المناخية لـتشسكا | البيانات المناخية لـتشسكا | البيانات المناخية لـتشسكا | البيانات المناخية لـتشسكا |
| الشهر                             | يناير                     | فبراير                    | مارس                      | أبريل                     | مايو                      | يونيو                     | يوليو                     | أغسطس                     | سبتمبر                    | أكتوبر                    | نوفمبر                    | ديسمبر                    | المعدل السنوي             |
| --------------------------------- | ------------------------- | ------------------------- | ------------------------- | ------------------------- | ------------------------- | ------------------------- | ------------------------- | ------------------------- | ------------------------- | ------------------------- | ------------------------- | ------------------------- | ------------------------- |
| متوسط درجة الحرارة الكبرى °ف (°م) | 22 (−6)                   | 28 (−2)                   | 40 (4)                    | 57 (14)                   | 69 (21)                   | 78 (26)                   | 81 (27)                   | 78 (26)                   | 71 (22)                   | 58 (14)                   | 41 (5)                    | 26 (−3)                   | 54 (12)                   |
| متوسط درجة الحرارة الصغرى °ف (°م) | 4 (−16)                   | 9 (−13)                   | 21 (−6)                   | 34 (1)                    | 46 (8)                    | 56 (13)                   | 60 (16)                   | 58 (14)                   | 49 (9)                    | 36 (2)                    | 23 (−5)                   | 8 (−13)                   | 34 (1)                    |
| الهطول إنش (مم)                   | .73 (19)                  | .66 (17)                  | 1.73 (44)                 | 2.53 (64)                 | 3.69 (94)                 | 4.64 (118)                | 3.49 (89)                 | 5.05 (128)                | 3.41 (87)                 | 2.47 (63)                 | 1.64 (42)                 | .95 (24)                  | 30.99 (789)               |
| المصدر: The Weather Channel       |                           |                           |                           |                           |                           |                           |                           |                           |                           |                           |                           |                           |                           |